# Cultura en Berlín
La ciudad Berlín, capital de Alemania, es reconocida como una ciudad mundial de cultura e industrias creativas. Numerosas instituciones culturales, muchas de las cuales gozan de reputación internacional, representan el patrimonio diverso de la ciudad. Muchos jóvenes, emprendedores culturales y artistas internacionales continúan instalándose en la ciudad. Berlín se ha consolidado como un popular centro de entretenimiento en Europa.
El papel cultural en expansión de Berlín fue subrayado por la reubicación de Universal Music Group que decidió trasladar su sede europea y sus estudios principales a las orillas del río Spree. La ciudad tiene una escena artística muy diversa y alberga más de 700 galerías de arte. En 2005, Berlín recibió el título de "Ciudad del Diseño" de la UNESCO.

## Industrias creativas

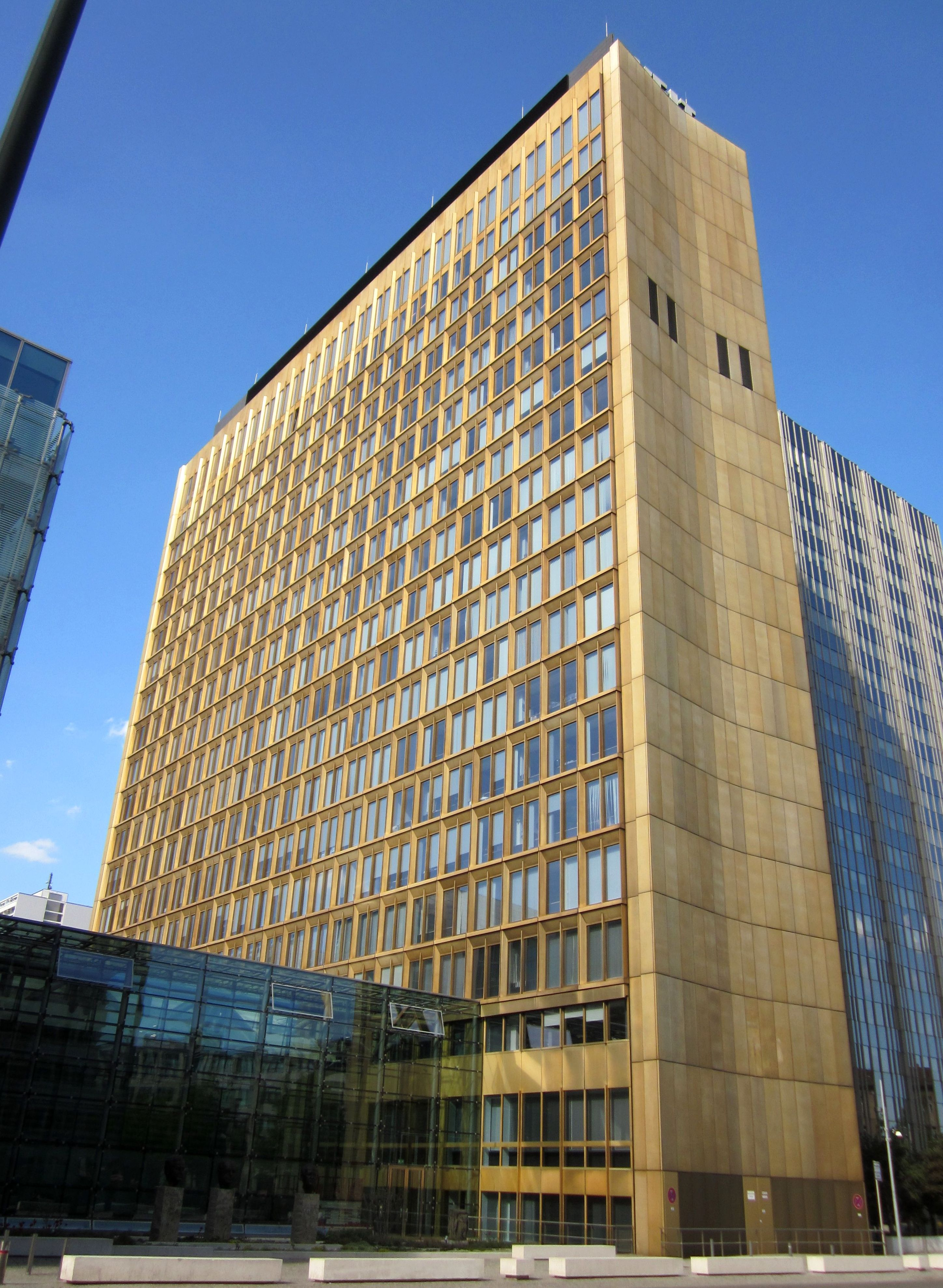
Sede de la Axel Springer SE.

Berlín es un importante centro de la industria cinematográfica alemana y europea. Es el hogar de más de 1000 productoras de cine y televisión y 270 salas de cine. Además, cada año se filman en la región 300 coproducciones nacionales e internacionales. Los históricos Babelsberg Studios y la productora UFA se encuentran en las afueras de Berlín, en Potsdam. La ciudad también alberga la Academia de Cine Europeo y la Academia de Cine Alemán, y acoge anualmente el Festival Internacional de Cine de Berlín. Fundado en 1951, el festival se celebra anualmente en febrero desde 1978. Con más de 430.000 entradas, es el festival de cine al que se asiste públicamente más grande del mundo.
Berlín es el hogar de muchas estaciones de radio y televisión internacionales y regionales. La emisora pública RBB tiene su sede en Berlín, así como las emisoras comerciales MTV Europa, VIVA y Welt. La emisora pública internacional alemana Deutsche Welle tiene su unidad de producción de televisión en Berlín, y la mayoría de las emisoras nacionales alemanas tienen un estudio en la ciudad. La programación de radio estadounidense de NPR también se transmite en el dial FM.
Berlín tiene la mayor cantidad de periódicos diarios de Alemania, con numerosos periódicos locales (Berliner Morgenpost, Berliner Zeitung, Der Tagesspiegel) y tres grandes tabloides, así como diarios nacionales de diferentes tamaños, cada uno con una afiliación política diferente, como Die Welt,  Junge Welt, Junge Welt, Neues Deutschland y Die Tageszeitung. El Exberliner, una revista mensual, es la publicación periódica en inglés de Berlín que se centra en las artes y el entretenimiento. Berlín es también la sede de las dos principales editoriales en alemán, Walter de Gruyter y Springer, cada una de las cuales publica libros, publicaciones periódicas y productos multimedia.
Las industrias que hacen negocios en las artes creativas y el entretenimiento son un sector importante y considerable de la economía de Berlín. El sector de las artes creativas comprende música, cine, publicidad, arquitectura, arte, diseño, moda, artes escénicas, editoriales, I + D, software, televisión, radio y videojuegos. Alrededor de 22.600 empresas creativas, principalmente pymes, generaron más de 18.600 millones de euros en ingresos totales.  Las industrias creativas de Berlín han contribuido con aproximadamente el 20% del producto interno bruto de Berlín en 2005.

## Literatura
- «Berlín». Basic Books. 2001. ISBN 0-465-02632-X.
- «Berlin Rising: Biography of a City». W.W. Norton. 1994. ISBN 0-393-03606-5.
- «What I Saw: Reports from Berlin 1920–33». Granta Books. 2004. ISBN 1-86207-636-7.
- «The Berlin Wall: 13 August 1961 – 9 November 1989». Bloomsbury Publishing. 2007. ISBN 978-0-06-078614-4.
- «Berlin: Imagine a City». Weidenfeld & Nicolson. 2014. ISBN 978-0-297-84803-5.